# بيل بونير
بيل بونير (بالإنجليزية: Bill Bonner)‏ هو اقتصادي وصحفي أمريكي، ولد في 8 سبتمبر 1948.